# 保罗·路透

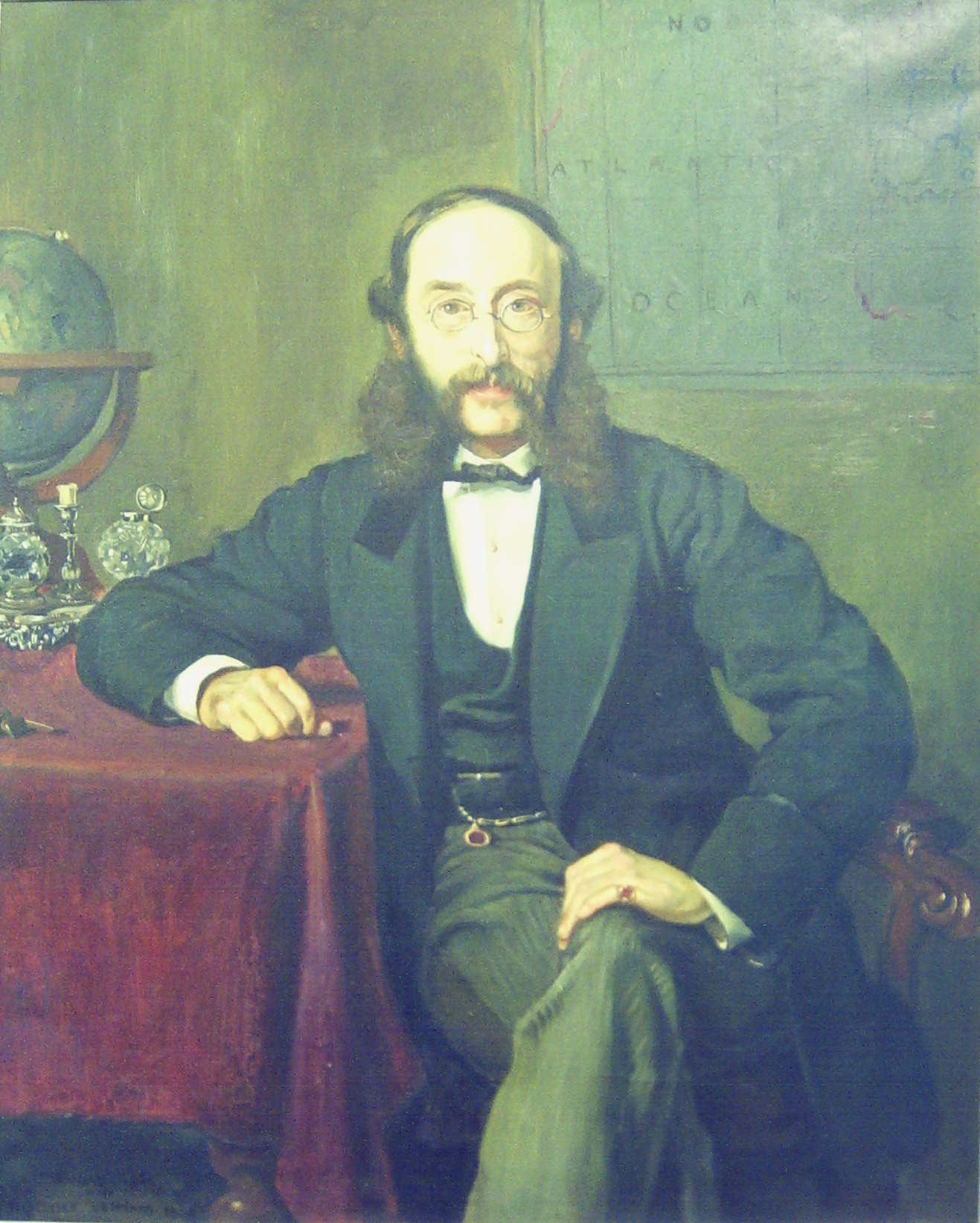
保罗·路透

保罗·朱利乌斯·路透（德語：Paul Julius Reuter，1816年7月21日—1899年2月25日），原名伊斯雷尔·比尔·约瑟法特（Israel Beer Josaphat），英国犹太人，出生于德意志邦联黑森选侯国卡塞尔，世界新闻传媒业先驱，国际通讯社路透社创始人。

## 生平
伊斯雷尔·比尔·约瑟法特出生于卡塞尔一个犹太书商家庭。1845年10月29日，时年29岁的约瑟法特移居英国伦敦，并于同年11月16日改宗基督新教，正式更名为保罗·朱利叶斯·路透。七日后（11月23日），他与伊达·玛丽亚·伊丽莎白·克莱门汀·马格努斯（Ida Maria Elizabeth Clementine Magnus）缔结婚姻。
在亲历1848年革命失败后，路透于1848年离开伦敦前往巴黎，任职于哈瓦斯通讯社（即今法新社前身）。经过数次业务创新，路透于1849年在亚琛首创使用信鸽传递股市行情，建立起连接柏林与巴黎的空中信息通道。随着铁路运输效率超越信鸽传递，路透于1851年在巴黎证券交易所实现公司上市。此后，他率先将新兴的电报技术引入新闻传播领域，成功铺设横跨英吉利海峡的电报线路，并将通讯网络延伸至爱尔兰西南海岸。至1863年，已有美国商船队直接订阅路透社新闻服务。
1851年，路透在伦敦设立总部，并于伦敦证券交易所挂牌上市。1857年3月17日，路透正式归化英国国籍。1871年9月7日，萨克森-科堡-哥达公爵恩斯特二世授予其世袭男爵爵位。
路透与夫人育有三子一女。1999年2月25日，德国举办系列活动纪念路透逝世100周年。路透家族最后一位直系成员——其孙媳埃尔斯佩思·路透男爵夫人（Baroness Elisabeth de Reuter）于2009年辞世，享寿96岁。

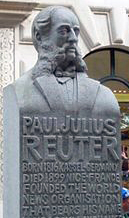
伦敦路透像